# Genoa CFC
Genoa Cricket and Football Club S.p.A. talijanski je nogometni klub iz Genove. Trenutačno se natječe u Serie A.
Klub je osnovan 1893. godine. Genoa je dosad devet puta osvajala talijansko prvenstvo, doduše posljednji naslov prvaka osvojili su prije više od 80 godina, sezone 1923./24. Svoje domaće utakmice, od 1911. godine igra na stadionu Luigi Ferraris, a od 1946. godine ga dijeli s gradskim rivalom Sampdoriom, s kojom igra tzv. Derby della Lanterna ("Derbi lanterne"), nazvanog prema genovskom svjetioniku.

## Trofeji
Serie A:
- Prvaci (9): 1898., 1899., 1900., 1902., 1903., 1904., 1914./15., 1922./23., 1923./24.
- Drugi (4): 1901., 1905., 1927./28., 1929./30.

Talijanski kup:
- Prvaci(1): 1936./37.
- Finalisti (1): 1939./40.

Serie B:
- Prvaci (6): 1934./35., 1952./53., 1961./62., 1972./73., 1975./76., 1988./89.
- Drugi (1): 1980./81.

Serie C:
- Prvaci (1): 1970./71.
- Drugi (1): 2005./06.

Kup Alpa:
- Prvaci (3): 1962., 1964., 1991.

Anglo-talijanski Liga kup:
- Prvaci (1): 1996.

### Poznati igrači
- Hernán Crespo
- René Vandereycken
- Tomáš Skuhravý
- Kakhaber Kaladze
- Antonio Vojak
- Roberto Pruzzo
- Bruno Conti
- John van 't Schip
- Igor Dobrovoljski
- Eduardo dos Reis Carvalho
- Dan Petrescu
- Domenico Criscito
- Rodrigo Palacio
- Boško Janković
- Giuseppe Sculli
- Pietro Pellegri
- Darko Lazović
- Goran Pandev
- Nicolás Burdisso
- Giovanni Simeone
- Miguel Veloso
- Nikola Ninković
- Tomás Rincón
- Nenad Tomović
- Šime Vrsaljko

Hrvatski reprezentativac Saša Bjelanović je od 2003. do 2006. pod ugovorom s Genoom, no većinu ugovora je proveo na posudbi. Mario Cvitanović je igrao od 2002. do 2003., Ivan Jurić 2009. – 2010.

## Vanjske poveznice
- Službena web-stranica